# Brockton (Montana)
Brockton es un pueblo ubicado en el condado de Roosevelt en el estado estadounidense de Montana. En el Censo de 2010 tenía una población de 255 habitantes y una densidad poblacional de 422,56 personas por km².

## Geografía
Brockton se encuentra ubicado en las coordenadas 48°9′0″N 104°54′51″O / 48.15000, -104.91417. Según la Oficina del Censo de los Estados Unidos, Brockton tiene una superficie total de 0.6 km², de la cual 0.6 km² corresponden a tierra firme y (0%) 0 km² es agua.

## Demografía
Según el censo de 2010, había 255 personas residiendo en Brockton. La densidad de población era de 422,56 hab./km². De los 255 habitantes, Brockton estaba compuesto por el 3.92% blancos, el 0% eran afroamericanos, el 96.08% eran amerindios, el 0% eran asiáticos, el 0% eran isleños del Pacífico, el 0% eran de otras razas y el 0% pertenecían a dos o más razas. Del total de la población el 1.18% eran hispanos o latinos de cualquier raza.